# Paul Richter (Architekt)

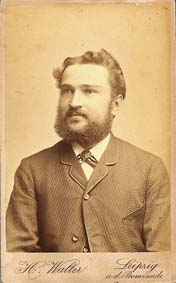
Paul Richter (Porträtfoto von Hermann Walter).

Wohnhaus Richter mit Postamt 14 an der Eutritzscher Straße 19, Leipzig, erbaut von Paul Richter. Das Gebäude existiert nicht mehr.

Paul Richter (* 10. März 1859 in Nossen; † 5. April 1944 in Leipzig) war ein deutscher Architekt und Baugewerkschul-Lehrer.

## Leben
Nach einem Architekturstudium am Polytechnikum Dresden bis zum Jahr 1882 (mit Abschluss in der Hochbau-Abteilung) arbeitete Richter unter anderem als Zeichner für den Kunsthistoriker Georg Dehio (1850–1932) in Straßburg. Richter war von 1888 bis 1923 als Lehrer für Bauwissenschaften an der Herzoglichen Bauschule in Holzminden und später in gleicher Funktion an der Baugewerkschule Leipzig tätig. Richter trug die Titel Baurat und Professor.
Neben seiner beruflichen Tätigkeit beschäftigte er sich intensiv mit der Aquarell-Malerei, dabei bevorzugte er Architektur- und Landschaftsmotive. Es existieren heute noch rund hundert größere und kleinere Bilder. Einen Großteil seiner Werke befindet sich heute im Besitz seines Urenkels Wittus Witt.

## Bauten und Entwürfe
Nach seinem Studium war er als Mitarbeiter beim Umbau des Hauptpostamts in Leipzig (1881–1884) tätig, der nach Entwürfen von August Kind in der Reichspost-Bauverwaltung und unter Leitung des Architekten Ludwig Bettcher entstand und noch zu Richters Lebzeiten beim Luftangriff auf Leipzig am 4. Dezember 1943 vollkommen zerstört wurde. Im auf eigene Rechnung erbauten Wohn- und Geschäftshaus Eutritzscher Straße 19 wohnte Richter mit seiner Familie, im Erdgeschoss war das Postamt 14 untergebracht. Das Gebäude existiert nicht mehr.
Auf einer Werbepostkarte von Paul Richter heißt es:

„Referenzen: Herrenhaus des Herrn Kommerzienrat Knauer in Mölkau. Villen für die Herren: Fabrikbesitzer Meisel, Rentier Schleußing, Kaufmann Schäffel usw. Arbeiterhaus des Herrn Rittergutsbesitzer Hofrat Dr. Ackermann auf Gundorf. Fabriken und über 100 Umbauten usw. usw.“

Undatierte Werbepostkarte von Paul Richter
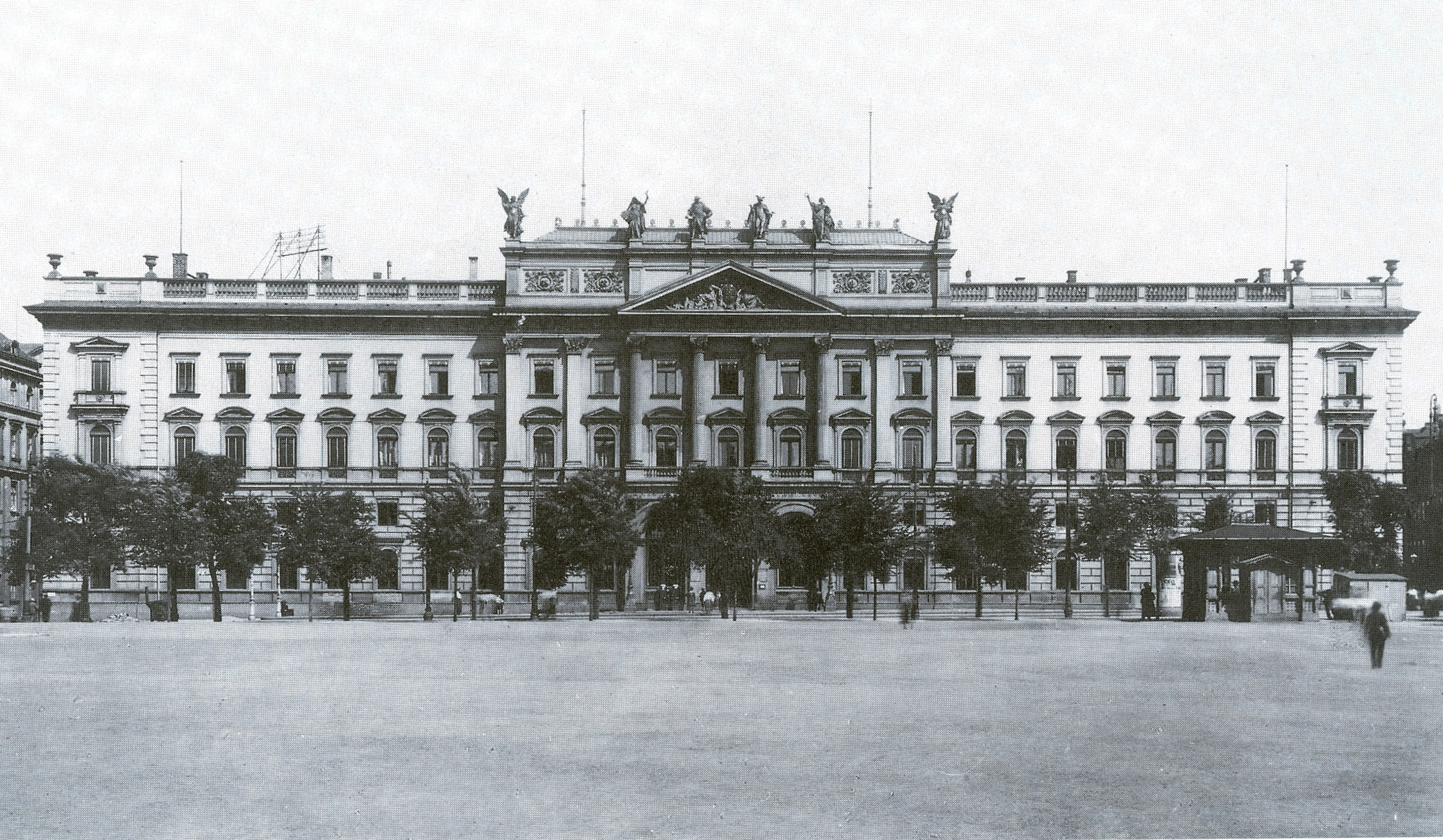
Hauptpostamt in Leipzig nach dem Umbau
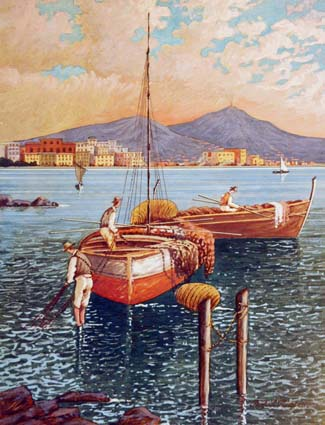
Aquarell von Paul Richter
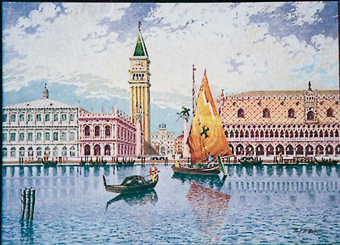
Aquarell von Paul Richter
Modell des Landarbeiterhauses auf Rittergut Gundorf[7]

## Ausstellungen (Auswahl)
- 1913: Beteiligung an der Internationalen Baufach-Ausstellung 1913 mit einem Entwurf für ein Landarbeiterhaus Rittergut Gundorf
- 1929: Galerie Remmler, Aquarelle mit Motiven aus Italien und Nordafrika[8]
- 2022: Galerie-W: Italienische Impressionen, Aquarelle, 2. bis 30. Oktober 2022